# Kirche von Gerum

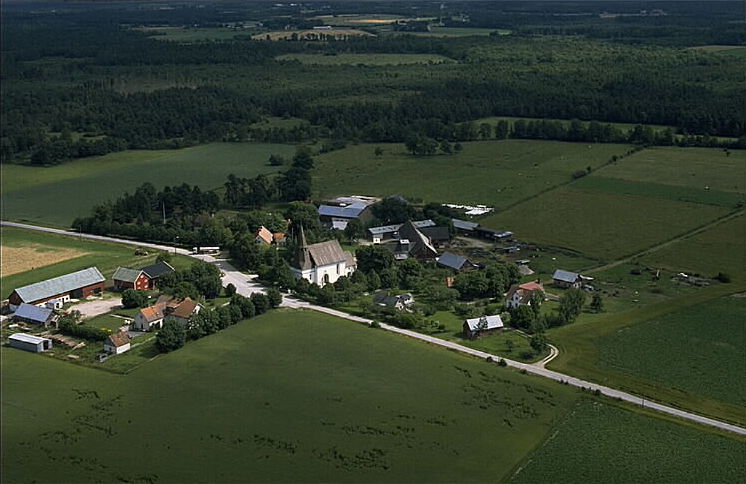
Kirche von Gerum

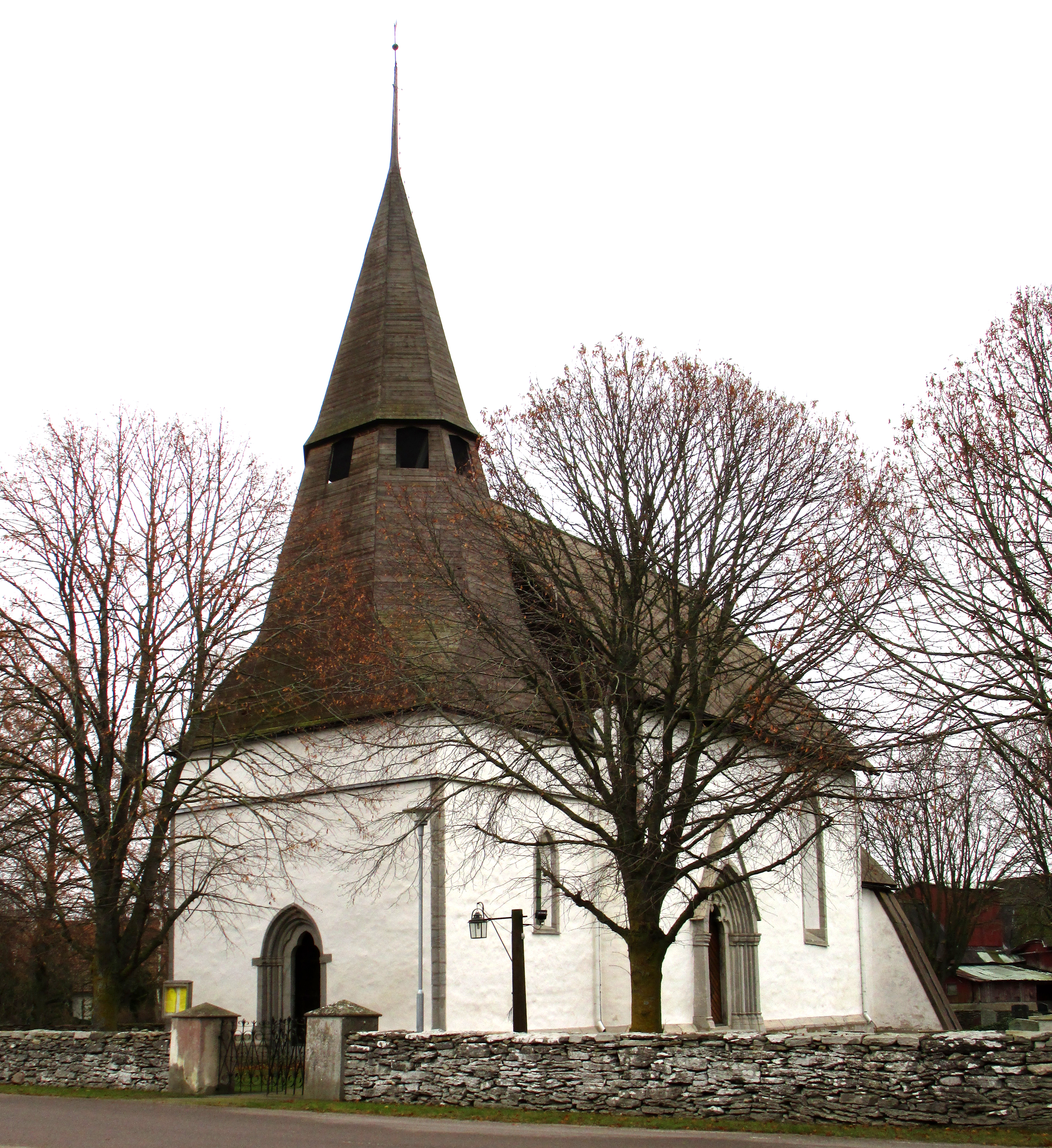
Kirche von Gerum auf Gotland

Die Kirche von Gerum (schwedisch Gerums kyrka) ist eine Landkirche auf der schwedischen Insel Gotland. Sie steht in der Ebene im Südwesten der Insel, 38 km südlich von Visby und 7 km nördlich von Hemse.

## Kirchengebäude
Wie die meisten mittelalterlichen gotländischen Kirchen besteht Gerum kyrka aus Bauteilen verschiedener Jahrhunderte. Der älteste Teil ist der Chor mit Apsis, der zu Beginn des 13. Jahrhunderts entstand. Zum Chor gehörte wahrscheinlich ein romanisches Langhaus. Das jetzige Langhaus kam Ende des 13. Jahrhunderts hinzu. Die Winkel am Sockel der Ostseite des Langhauses zeigen, dass man einen neuen, größeren Chor geplant hatte. Der gegenüber dem ursprünglichen Konzept unvollendet gebliebene Kirchturm wurde wahrscheinlich zeitgleich mit dem Langhaus errichtet (die Sockel befinden sich im Verband). Die Portale an der Süd- und Westseite sind mit skulptierter Blattornamentik verziert. Die Sakristei entstand 1835.

## Interieur
Den Innenraum prägt ein ungewöhnlicher Farbreichtum, der durch Kalkmalereien aus drei Epochen hervorgerufen wird:
- Ornamentale Malerei im westlichen der beiden Triumphbögen und an der Ostwand des Langhauses, vermutlich vom Ende des 13. Jahrhunderts im Zusammenhang der Erbauung des Langhauses,
- Malereien an der Nord- und Südwand des Langhauses vom Passionsmeister Mitte des 15. Jahrhunderts, ein Passionsfries, der mit dem Einzug Christi in Jerusalem beginnt und mit einer Seelenwägungsszene abschließt; an der Südwand vier Szenen aus der Kindheitsgeschichte Jesu sowie fünf Rahmen mit je zwei Aposteln,
- Reiche Akanthusmalerei in der Apsis, datiert auf 1771, als sie von Lars Pärson aus Smeds gestiftet wurden. Zum Farbreichtum trägt außerdem eine Scheibe mit Glasmalereien aus dem 14. Jahrhundert bei, die im südlichen Fenster des Chores St. Olof darstellt.

Kirche von Gerum
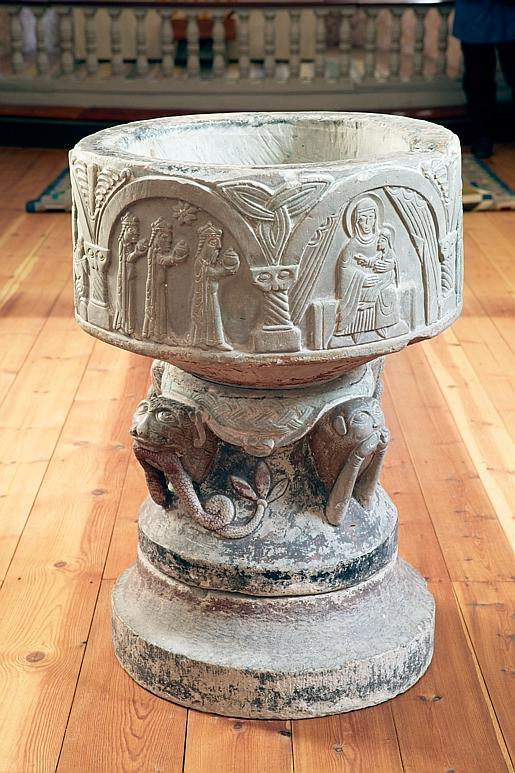
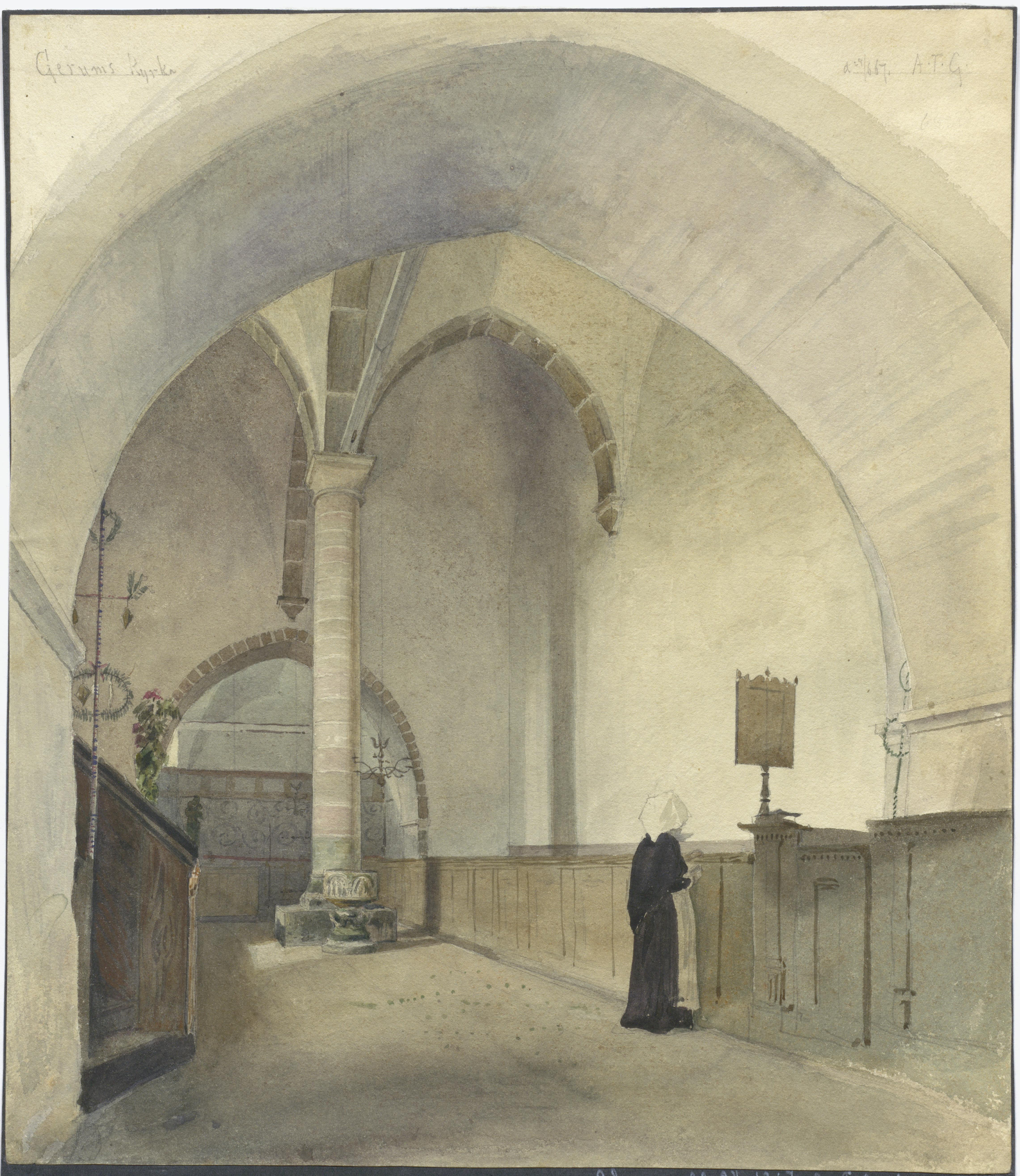
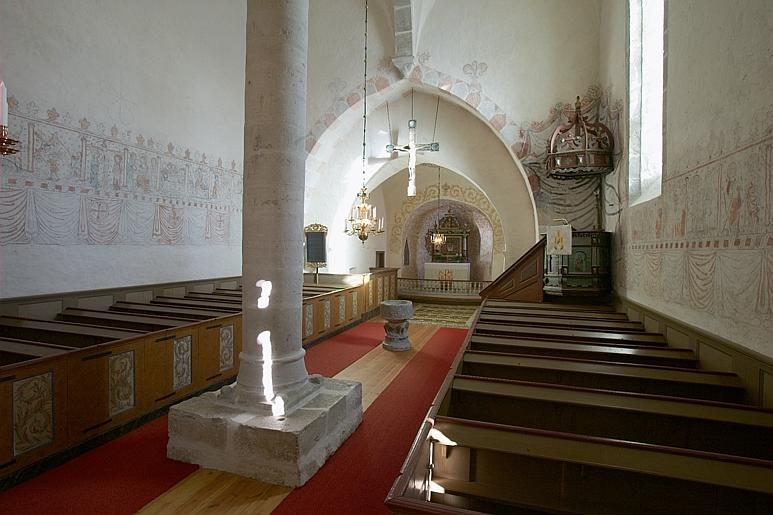

## Inventar
Zum Inventar gehört eine gut erhaltener Taufstein vom Steinmeister Majestatis aus dem 12. Jahrhundert.
Die Farbspuren scheinen ursprünglich zu sein.
Die Reliefs an der Cuppa zeigen: Die Verkündigung Maria und Elisabeth, Christi Geburt, die Hirtenverkündigung, die Anbetung der Könige.
Am Fuß des Taufsteins beißen vier Drachenköpfe in Schlangen.
Drei mittelalterliche Kruzifixe sind erhalten.
Das Triumphkreuz an seinem ursprünglichen Platz im Triumphbogen ist eine Arbeit vom Ende des 12. Jahrhunderts.
An der Nordwand des Chores hängen zwei Prozessionskruzifixe, von denen das linke von ca. 1200 und das rechte aus dem 14. Jahrhundert stammt.
Im Turm hängt eine der ältesten Glocken des Stiftes Visby, vermutlich vor 1250 gegossen. In der Turmkammer sind alte Grabsteine aufgestellt.
Der Altaraufsatz mit einer aufgemalten Abendmahldarstellung im Mittelfeld ist eine Arbeit von 1667.
Auch die Kanzel entstand im 17. Jahrhundert, während die Stundenuhr aus dem Jahre 1747 stammt.
Das Gestühl entstammt dem 18. und 19. Jahrhundert.
Die Kirche von Gerum wurde 1951/52 nach Plänen des Architekten Olle Karth grundlegend restauriert.